# Huepaco, Sinaloa
Huepaco är en ort i Mexiko.   Den ligger i kommunen El Fuerte och delstaten Sinaloa, i den västra delen av landet, 1 200 km nordväst om huvudstaden Mexico City. Huepaco ligger 25 meter över havet och antalet invånare är 1 374.
Terrängen runt Huepaco är platt. Runt Huepaco är det ganska glesbefolkat, med 31 invånare per kvadratkilometer. Närmaste större samhälle är Mochicahui, 7,8 km sydväst om Huepaco. Trakten runt Huepaco består till största delen av jordbruksmark.